# Piotr Bresiński
Piotr Bresiński (ur. 20 listopada 1870 w Kościanie, zm. 16 maja 1940 w Stutthofie) – gdański działacz polonijny, wieloletni radny Sopotu, z zawodu przedsiębiorca i bankowiec.

## Życiorys
Urodził się 20 listopada 1870 w Kościanie, w rodzinie Romana i Józefy z Laurentowskich. Otrzymał wykształcenie gimnazjalne i handlowe. Przed I wojną światową był długoletnim prezesem Towarzystwa Kupców Polskich i Towarzystwa Śpiewaczego „Moniuszko” w Inowrocławiu. Podczas wojny służył w wojsku niemieckim. Uczestniczył w powstaniu wielkopolskim, brał udział w walkach na terenie Inowrocławia. Po wojnie przeniósł się z Wielkopolski do Sopotu na terenie Wolnego Miasta Gdańska. W latach 1924–1934 wybierano go radnym miejskim z listy polskiej w Sopocie. Od 1930 był dyrektorem i współwłaścicielem hotelu Continental w Gdańsku. 

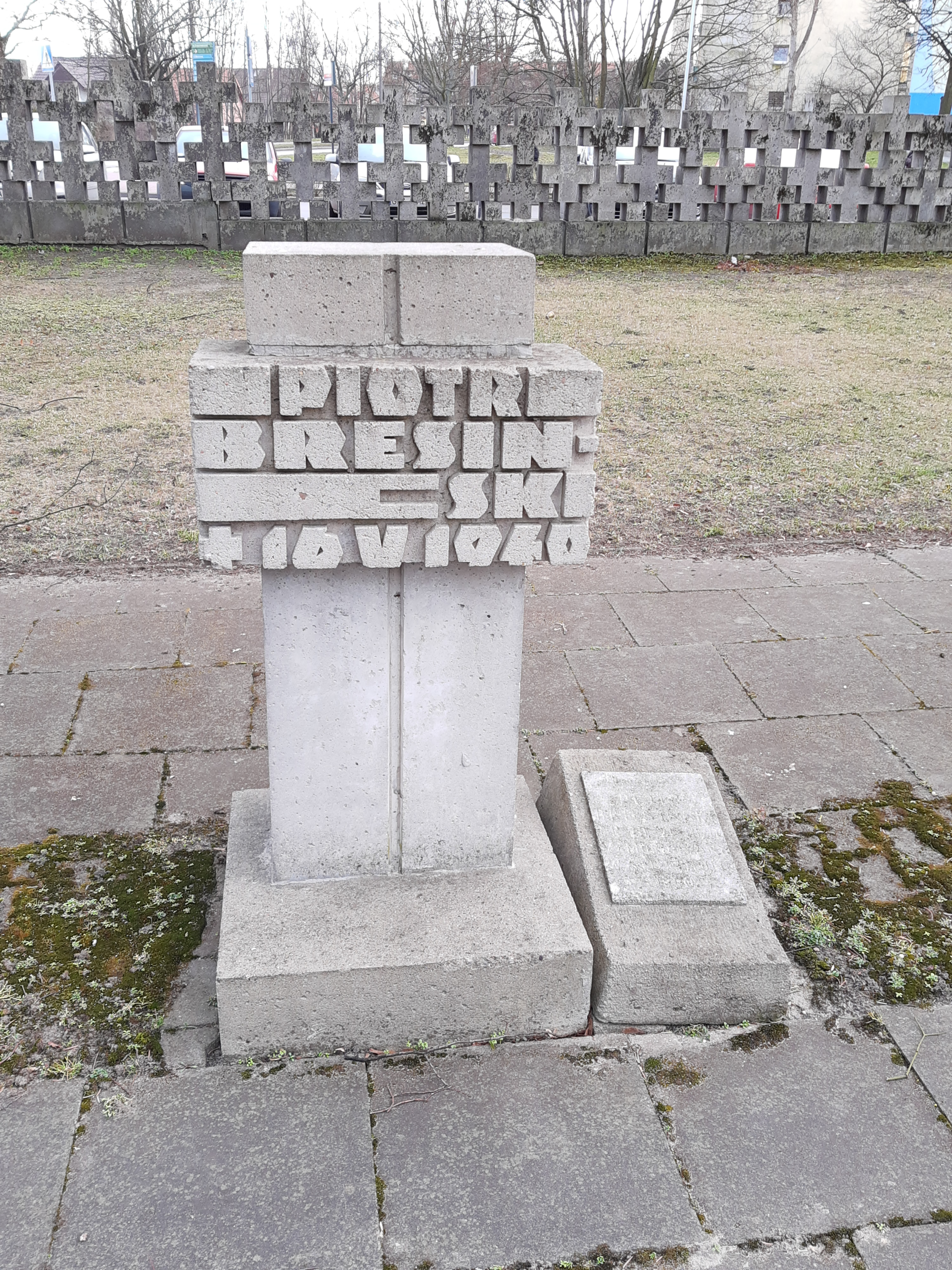
Grób Piotra Bresińskiego na Cmentarzu Ofiar Hitleryzmu na Zaspie

Udzielał się w gdańskiej Polonii: był prezesem sopockiego oddziału Gminy Polskiej w Wolnym Mieście Gdańsku, prezesował Towarzystwu Śpiewaczemu „Lutnia”. Założyciel i prezes placówki Towarzystwa Powstańców i Wojaków w Sopocie. W listopadzie 1933 stanął na czele stworzonej przez siebie sopockiej filii Związku Polaków w Wolnym Mieście Gdańsku. Po 1937 zaangażował się w tworzenie polskiego kościoła w Sopocie, stając na czele komitetu jego budowy. Był też członkiem zarządu Towarzystwa Polskich Kupców i Przemysłowców. 
14 lutego 1920 ożenił się z Zofią Meyzówną. 
Po wybuchu II wojny światowej został aresztowany, i zamordowany 16 maja 1940 w obozie koncentracyjnym Stutthof. Po ekshumacji pochowany na Cmentarzu Ofiar Hitleryzmu na Zaspie.  